# Ī̧̂
Ī̧̂ (minuscule : ī̧̂), appelé I macron accent circonflexe cédille, est une lettre latine utilisée dans la romanisation de l’alphabet grec.
Il s’agit de la lettre I diacritée d’un macron, d’un accent circonflexe et d’une cédille.

## Utilisation
Le ī̧̂ est utilisé par certains auteurs comme translittération latin de l’êta circonflexe et iota souscrit ‹ ῇ › grec.
La Bibliothèque nationale de France l’utilise notamment dans la romanisation du grec suivant la ISO 843 dans son catalogue, par exemple dans la translittération ‹ Perì tō̂n ᾿en kefalī̧̂ trōmátōn › de Περὶ τῶν ἐν κεφαλῇ τρωμάτων

## Représentations informatiques
Le I macron accent circonflexe cédille peut être représenté avec les caractères Unicode suivants : 
- composé et normalisé NFC (latin étendu A, diacritiques) :

| formes    | représentations | chaînes de caractères | points de code | descriptions                                                                        |
| --------- | --------------- | --------------------- | -------------- | ----------------------------------------------------------------------------------- |
| capitale  | Ī̧̂               | Ī◌̧◌̂                   | U+012A U+0302  | lettre majuscule latine i macron diacritique cédille diacritique accent circonflexe |
| minuscule | ī̧̂               | ī◌̧◌̂                   | U+012B U+0302  | lettre minuscule latine i macron diacritique cédille diacritique accent circonflexe |

- décomposé et normalisé NFD (latin de base, diacritiques) :

| formes    | représentations | chaînes de caractères | points de code              | descriptions                                                                |
| --------- | --------------- | --------------------- | --------------------------- | --------------------------------------------------------------------------- |
| capitale  | Ī̧̂               | I◌̧◌̄◌̂                  | U+0049 U+0327 U+0304 U+0302 | lettre majuscule latine e diacritique macron diacritique accent circonflexe |
| minuscule | ī̧̂               | i◌̧◌̄◌̂                  | U+0069 U+0327 U+0304 U+0302 | lettre minuscule latine e diacritique macron diacritique accent circonflexe |

## Sources
- Bibliothèque nationale de France, « Translittération du grec », sur Kitcat : portail d’aide au catalogage de la BnF